# Lieben Sie Brahms...
Lieben Sie Brahms...  (Originaltitel:  Aimez-vous Brahms...) ist ein Roman von Françoise Sagan. Er erschien erstmals 1959. Das Buch wurde 1961 unter dem Titel Lieben Sie Brahms? mit Ingrid Bergman in der Hauptrolle verfilmt.

## Inhalt
Die 39-jährige Paule pflegt eine Dreiecksbeziehung mit ihrem Partner Roger und dem jüngeren Jurareferendar Simon. Obwohl Roger mehrere Beziehungen pflegt und Simon sich mehr Mühe gibt, um von Paule geliebt zu werden, ist sie zwischen den beiden unentschlossen. Eines Tages bekommt sie per Rohrpost einen Zettel, auf dem die Frage steht, ob sie die Werke von Johannes Brahms liebe. Dies wird für sie zu einer existentiellen Frage, da sie weiß, dass Roger Wagnerianer ist, und sie sich außer für Stendhal für nichts begeistern kann.
Simon unternimmt weitere Versuche, das Herz von Paule zu erobern, merkt aber auch, dass dies vergebens ist. Roger, der eine erfolglose Romanze mit Maisy hinter sich hatte, möchte von nun an wieder mit Paule zusammen sein. Paule entscheidet sich für Roger. Gerade an dem Tag, an dem sie sich von Simon verabschiedet, bekommt sie einen Anruf von Roger, in dem er sie informiert, dass er sich wieder verspätet.

## Kritik
„Françoise Sagans Stil ist knapp, punktgenau, sentimental und klingt wie ein französisches Chanson.“

## Ausgaben
- Françoise Sagan: Deutsch: Lieben Sie Brahms? Klaus Wagenbach, Berlin 2018, ISBN 978-3-8031-2797-6. (übersetzt von Helga Treichl)